# Postleitzahl (Tschechien und Slowakei)
Die Postleitzahl (tschechisch poštovní směrovací číslo, slowakisch poštové smerovacie číslo, Abk. PSČ) der Tschechischen Post (Česká pošta) und der Slowakischen Post (Slovenská pošta) besteht aus fünf Ziffern in der Form xxx yy.
Das System wurde 1973 in der Tschechoslowakei eingeführt und hat in beiden Nachfolgestaaten Tschechien und Slowakei nach wie vor Gültigkeit. In der Slowakei wird über eine mögliche Änderung gesprochen.
Im Allgemeinen stellt die erste Ziffer die Post-Zone dar, die zweite Ziffer die Hauptverkehrsachse, die dritte Ziffer den Bezirk des Verkehrs, die letzten zwei Ziffern eine Info zur Lieferung. 

## Heute

### Tschechien
1 Hlavní město Praha

2 Středočeský kraj

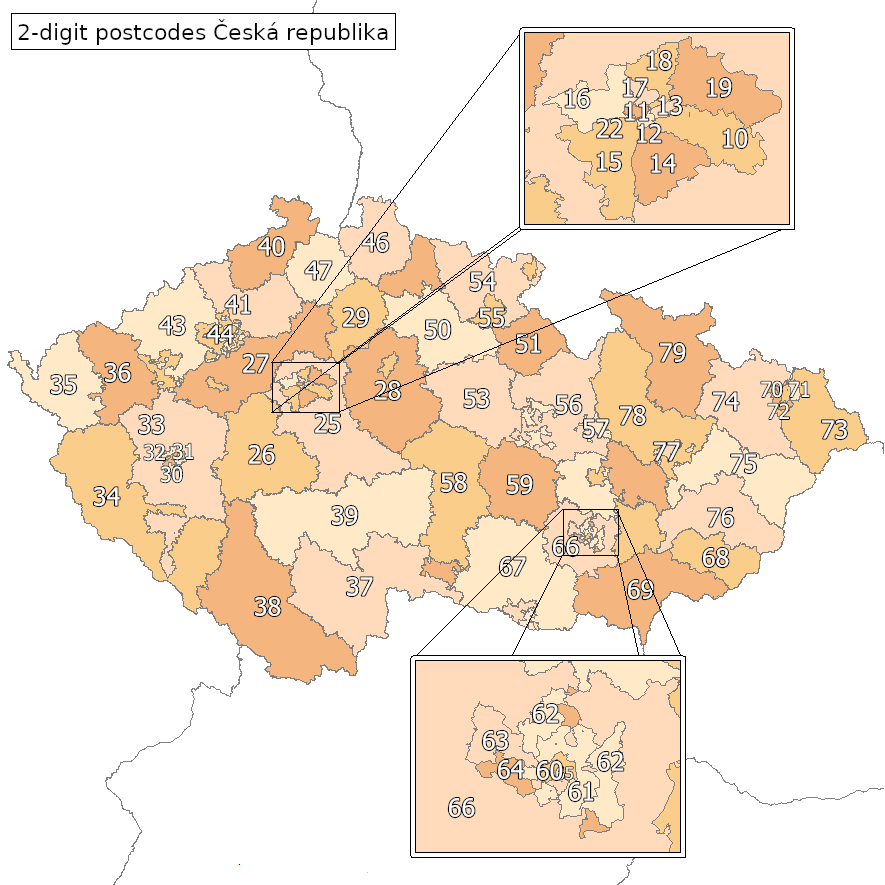
Postleitzahlen-Gebiete in Tschechien nach den ersten beiden Stellen

3 Jihočeský kraj, Plzeňský kraj und Karlovarský kraj

4 Ústecký kraj und Liberecký kraj

5 Kraj Vysočina, Královéhradecký kraj, Pardubický kraj und Teile des Jihomoravský kraj

6 Jihomoravský kraj

7 Moravskoslezský kraj, Olomoucký kraj und Zlínský kraj

### Slowakei
8 Bratislava

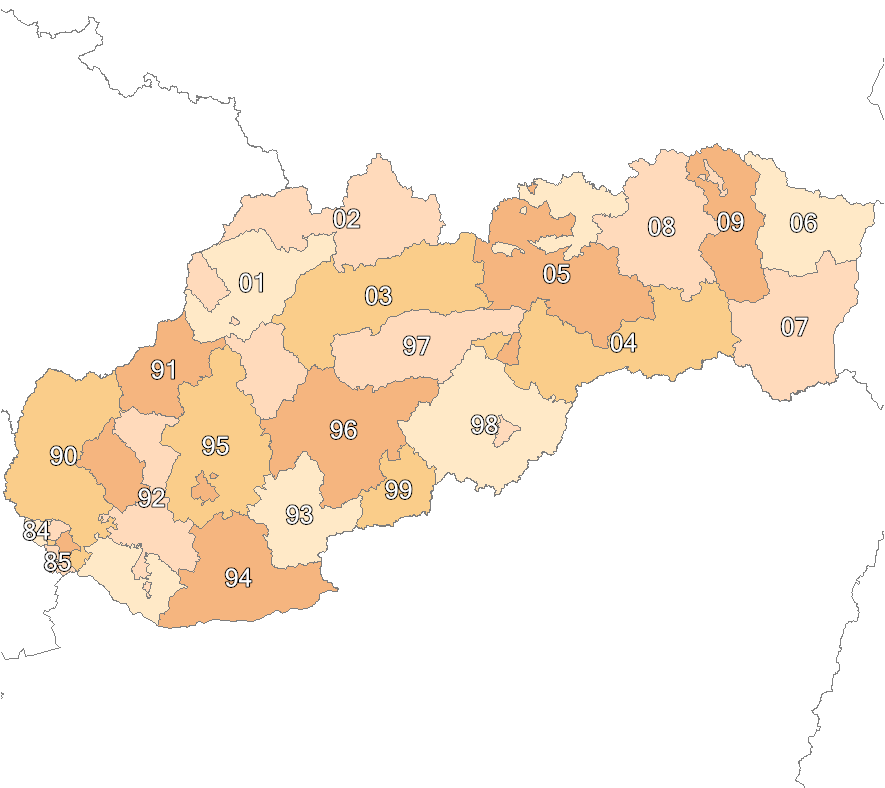
Postleitzahlen-Gebiete in der Slowakei nach den ersten beiden Stellen

9 Westslowakei, südliche Mittelslowakei

0 nördliche Mittelslowakei, Ostslowakei

## Geschichte
Die erste Ziffer entspricht etwa der alten Kreiseinteilung der Tschechoslowakei aus dem Jahr 1960.
Postleitzahlen bei Einführung (ganze Tschechoslowakei)
1 Hlavní město Praha

2 Středočeský kraj

3 Jihočeský kraj und Západočeský kraj

4 Severočeský kraj

5 Východočeský kraj und Teil vom Jihomoravský kraj

6 Jihomoravský kraj

7 Severomoravský kraj

8 Bratislava und Umgebung, Slowakei

9 Západoslovenský kraj und Stredoslovenský kraj (westlicher Teil), Slowakei

0 Stredoslovenský kraj (östlicher Teil) und Východoslovenský kraj, Slowakei